# 勞森·塔瑪體育場

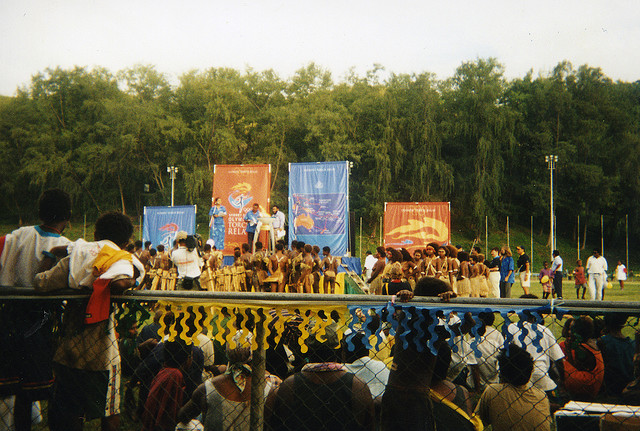

勞森·塔瑪體育場是一座在所羅門群島首都霍尼亞拉的綜合體育場，主要舉辦足球賽事，是索羅門群島全國俱樂部錦標賽四球隊的主場。球場並沒有設置座椅，但可以讓超過20,000名觀眾圍繞在球場四周觀賞。也曾舉行過2012年大洋洲國家盃的比賽。

## 外部連結
- Soccerway介紹 （页面存档备份，存于）

9°26′12″S 159°58′17″E / 9.43667°S 159.97139°E